# Inondation boueuse
Pour un article plus général, voir Inondation.
Ne doit pas être confondu avec Lave torrentielle.

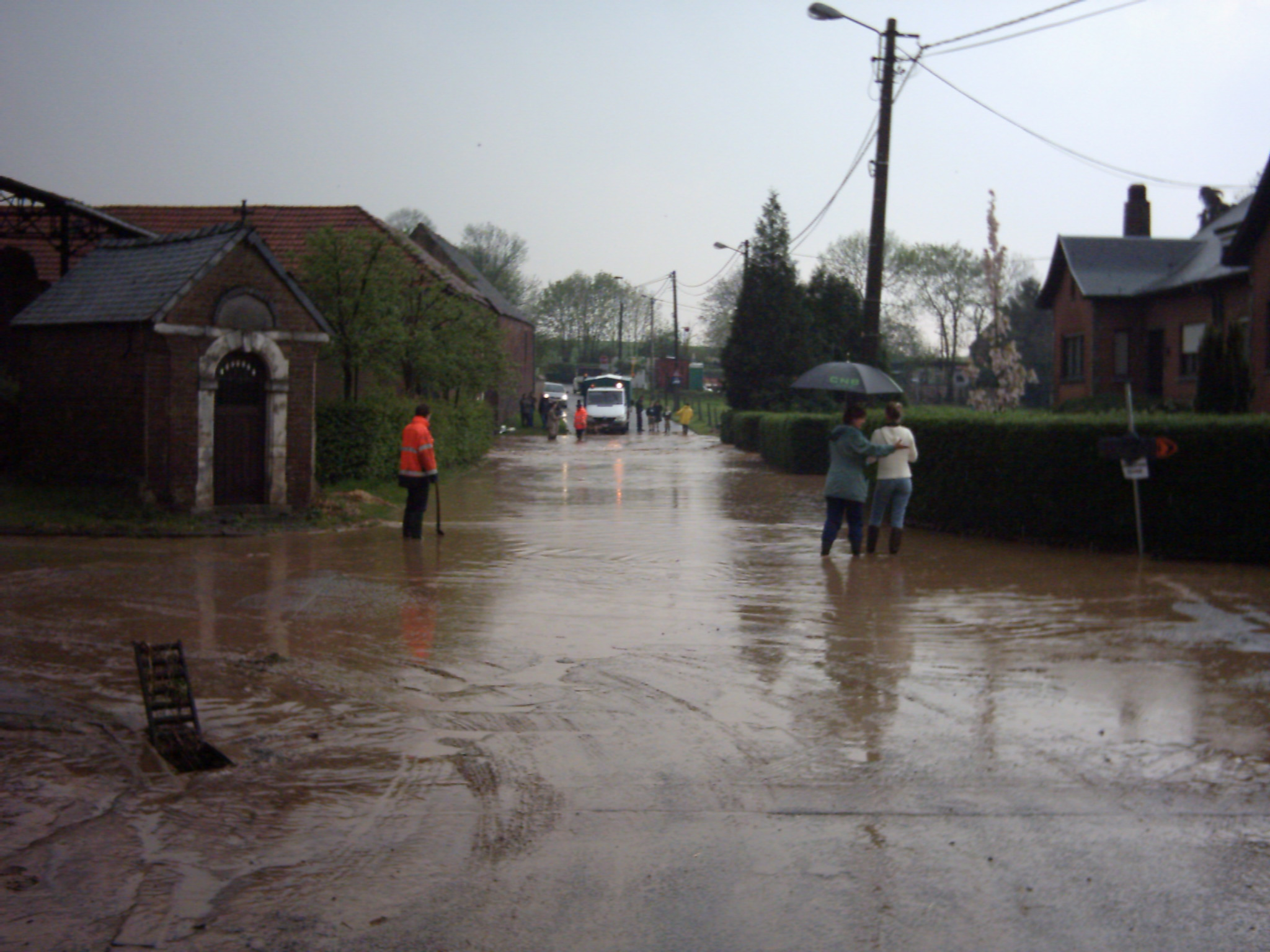
Inondation boueuse à Chaumont-Gistoux, dans le centre de la Belgique.

Une inondation boueuse résulte d'une accumulation de ruissellement, généré au niveau de terres agricoles, qui emporte au passage des particules de terre qu'il transporte comme matière en suspension ou charge de fond. Ce ruissellement boueux est détecté lorsqu'il aboutit dans des zones habitées.
Les inondations boueuses (muddy floods en anglais) constituent dès lors un processus de pente. Il convient de ne pas les confondre avec des coulées de boue (mudflows en anglais), qui sont dues à des mouvements de transport en masse.
Les principaux dégâts engendrés par les inondations boueuses affectent les infrastructures routières (dépôt d'une couche de boue sur la route, colmatage des égouts) et les habitations privées (inondation des caves et jardins, voire du rez-de-chaussée des maisons dans certains cas).
L'appellation française « inondation boueuse » est utilisée depuis les années 1980. C'est aussi à cette époque que l'appellation anglaise de muddy floods a fait son apparition.

## Processus de formation

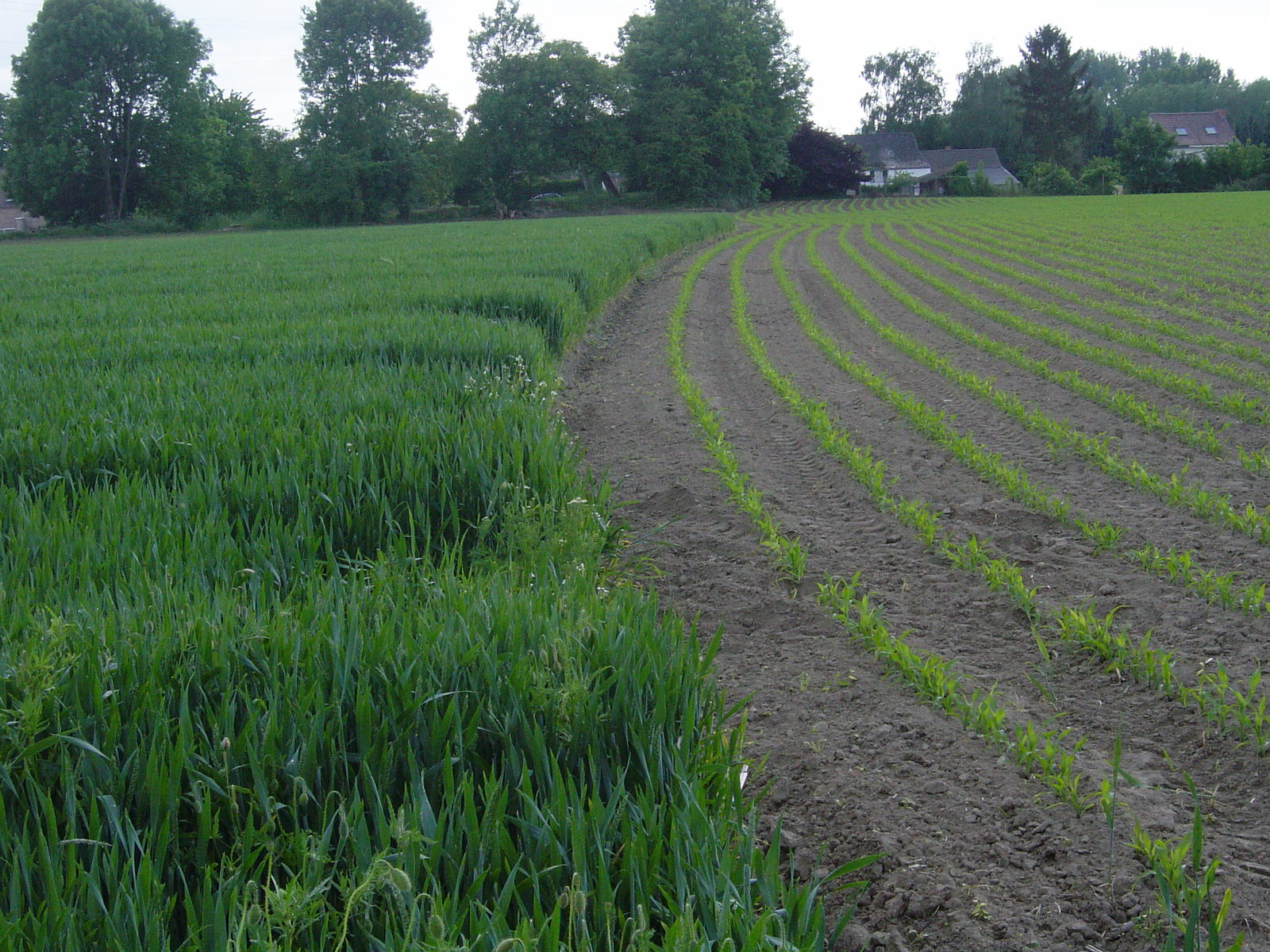
Différence de couvert végétal pour différentes cultures (blé vs. maïs) à la fin mai, dans le centre de la Belgique.

Le ruissellement boueux se forme au niveau des terres de culture, principalement lorsque la surface du sol est encroûtée et faiblement couverte par la végétation. Pour qu'une inondation boueuse en résulte, il faut que des quantités importantes de ruissellement (plusieurs centaines ou milliers de mètres cubes) soient générées. C'est principalement le cas lors d'orages violents.

## Zones d'occurrence
Des inondations boueuses sont observées (hors forêt) dans toutes les zones labourées ou non enherbée de l'ensemble de la ceinture lœssique européenne.
Les zones les plus touchées sont les South Downs, au sud de l'Angleterre, la Normandie, la Picardie et une large partie du nord de la France, ainsi que le centre de la Belgique et le Sud du Limbourg aux Pays-Bas.
Des inondations boueuses ont également été observées depuis la fin des années 1990 en Slovaquie et en Pologne.

## Évolution temporelle
Depuis le début des années 1990, on constate une recrudescence des inondations boueuses (notamment dans le centre de la Belgique). Cette augmentation de leur fréquence peut être attribuée à l'effet conjoint de plusieurs facteurs :
- la modification des assolements (davantage de cultures sarclées au détriment des céréales d'hiver, or ces dernières couvraient plus densément le sol pendant les orages printaniers) ;
- le remembrement des terres agricoles (agrandissement des parcelles, suppression des éléments-tampon du paysage comme les haies, construction de routes dans les thalwegs, etc.) ;
- la construction de nouvelles habitations en contrebas des terres cultivées (par exemple, le long des routes ou à l'aval de vallons secs cultivés) ;
- la recrudescence des pluies intenses.

## Mesures de lutte

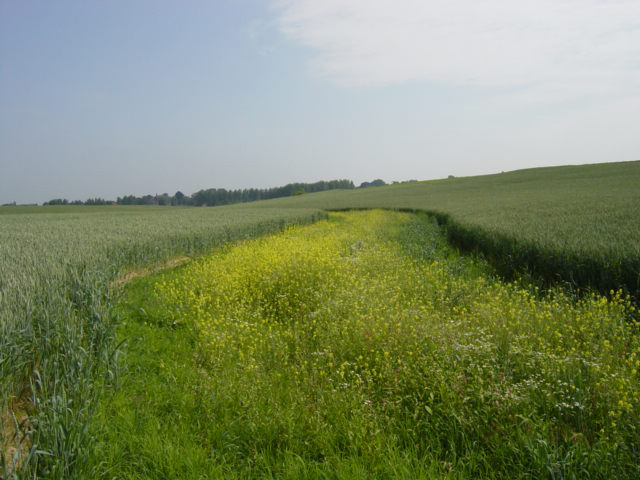
Chenal enherbé à Velm en Belgique par beau temps.

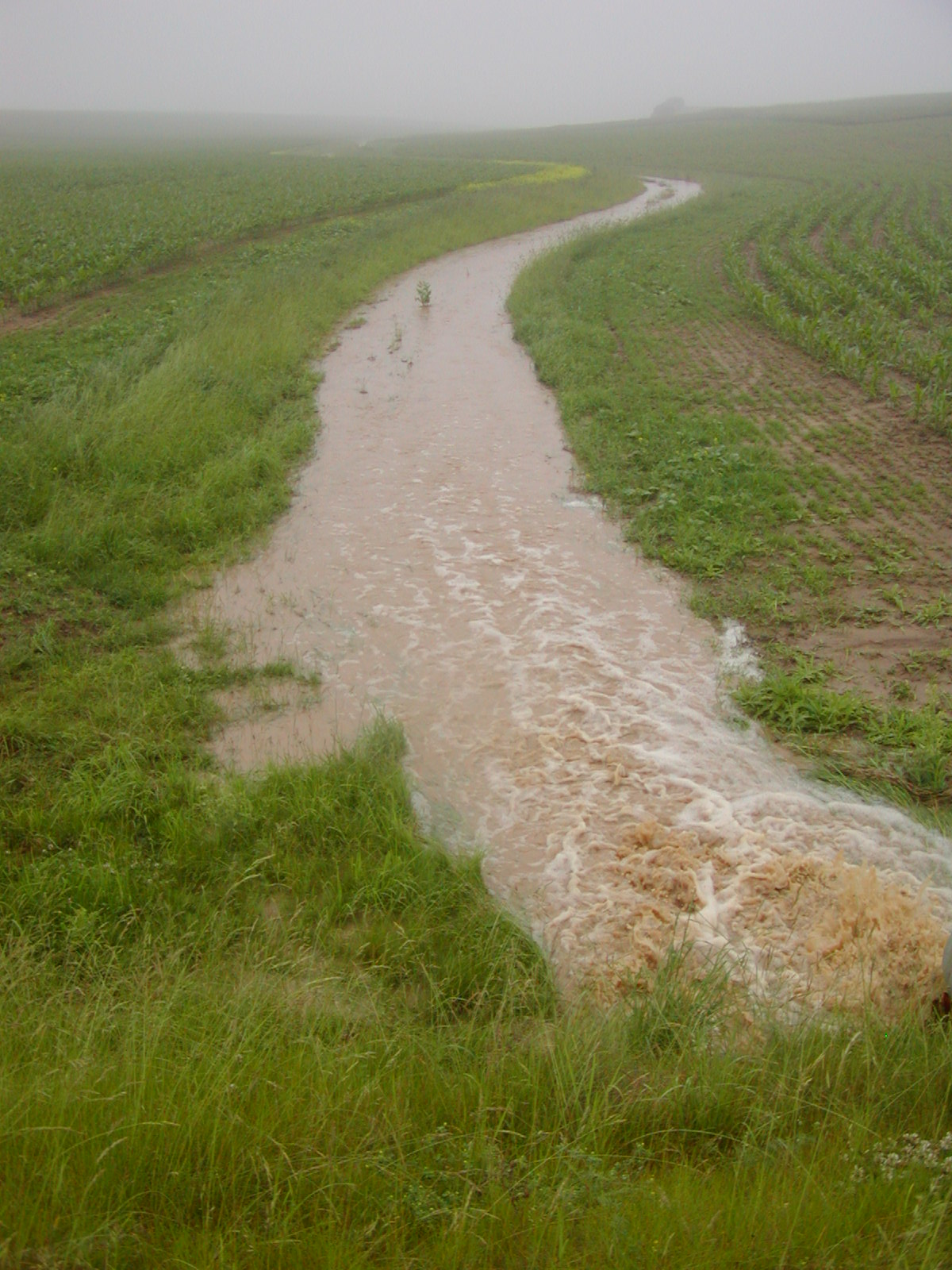
Chenal enherbé à Velm en Belgique après un orage.

Pour lutter contre les inondations boueuses, on peut opter pour des mesures préventives ou des mesures curatives.
Les mesures préventives consistent à limiter à la source la génération du ruissellement boueux. Les agriculteurs sont alors les acteurs-clef. Ils peuvent appliquer des techniques agricoles alternatives (comme les techniques de labour simplifié) qui accroissent l'infiltrabilité ou limitent l'érosion sur leurs parcelles.
Les mesures curatives consistent généralement à installer des bassins d'orage à l'interface entre les zones cultivées et les zones habitées, en contrebas.
Entre ces deux types de mesures, il en existe d'autres que l'on peut qualifier de mesures intermédiaires. Il s'agit par exemple de bandes enherbées en bordure ou au sein de parcelles agricoles, d'un chenal enherbé (dans le thalweg des vallons secs) et de digues en terre. Ces mesures jouent un rôle de tampon au sein du paysage, en retenant temporairement le ruissellement et en piégeant les sédiments.
La coordination de la mise en place de telles mesures doit être coordonnée à l'échelle du bassin versant. Une telle coordination peut être réalisée par une commune, une communauté de communes ou une agence de bassin versant.